# Mercedes-Benz S-klass

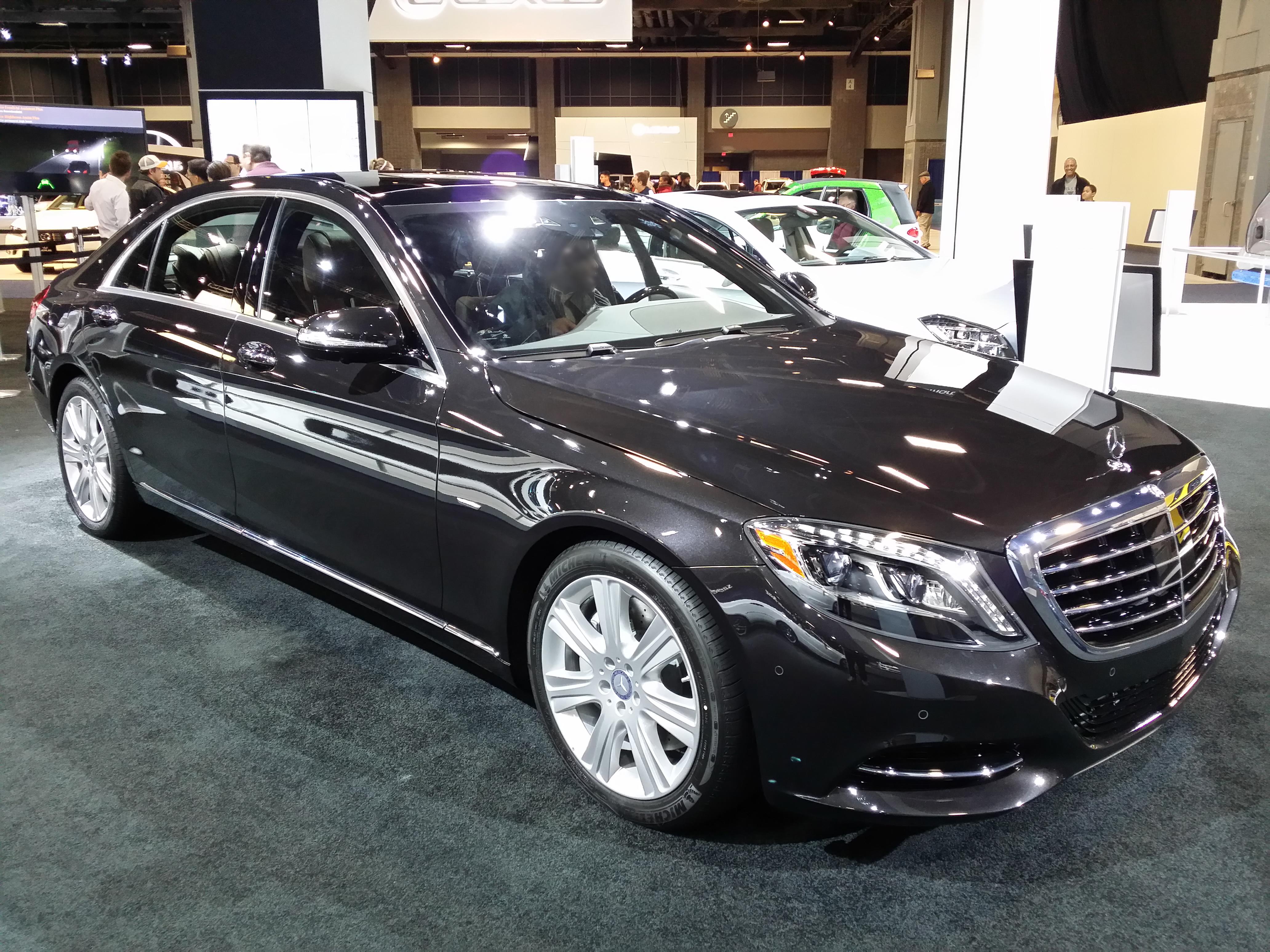
S-klass 2014.

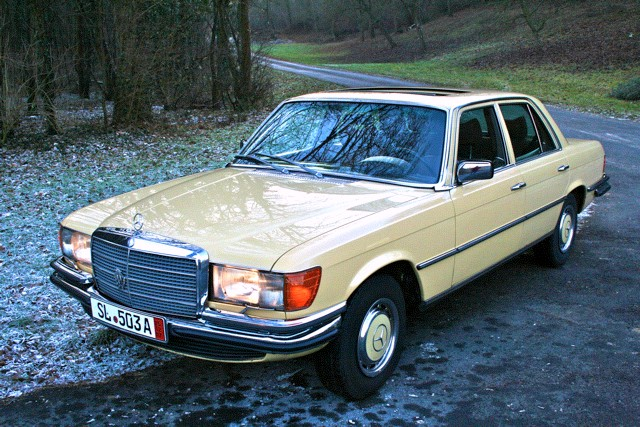
Första generationen av Mercedes-Benz S-klass

Mercedes-Benz S-klass är Mercedes-Benz största bilmodell.
Under 1950-talet lanserade Mercedes-Benz sin modell "Adenauer" (efter Västtyska kanslern Konrad Adenauer), en modell som under 1960-talet kom att efterträdas av moderna limousiner. W116 var den första modellen att officiellt kallas S-Klasse, men föregångaren W108/W109 brukar också räknas hit.
Numera har Mercedes-Benz återskapat det gamla lyxbilsmärket Maybach, vilket gjort att den förlängda versionen av S-klasse - Pullmann - slutat tillverkas och S-klass är numera steget efter Maybach som koncernens dyraste limousin.
Den äldre modellen av S-Klasse (W140, 1991–1998) kallas ibland för "legenden". Många exemplar gjordes skottsäkra för högt uppsatta personer som till exempel statschefer. Modellen kunde även levereras ljudisolerad och med dubbla glasskikt.
W140 fanns med följande motoralternativ:
- från 1990 till 1993: 300SE(L), 400SE(L), 500SE(L) och 600SE(L). Hösten 1992 kom 300SE 2,8 och 300SD, hösten 1993 döptes alla modellerna om till S-klass = S280, S320 (L), S420 (L), S500 (L), S600 (L) samt S350 Turbodiesel. Våren 1994 gjordes S-klass om med bland annat vita framblinkers, nya stötfångare och saccoplank (plastskivor på dörrarnas nederkant) samt ny bagagelucka och bakljus. Nästa facelift kom 1996, då ersattes S350 Turbodiesel av S300 Turbodiesel, trots den mindre motorn gav den 27 hk extra, att den är en sen W140 syns på de vita bakblinkersen. S500L och S600L fanns även med bepansring från fabrik.
Bland annat S600 (W140) fanns med en säkerhetsknapp (SOS) som var placerad uppe i taket framför bakspegeln. Denna knapp kunde anpassas till att ringa upp polisen. Bredvid knappen fanns en mikrofon så att man kunde tala direkt med polisen.